# 스티븐 제이 굴드
스티븐 제이 굴드(영어: Stephen Jay Gould, 1941년 9월 10일~2002년 5월 20일)는 미국의 고생물학자, 진화생물학자, 과학사가였다. 당대에 가장 널리 알려지고 많이 읽힌 교양과학 작가이기도 했다. 오랫동안 하버드 대학교의 교수로 재직하였으며 말년에는 미국 자연사 박물관에서 일하며 자택이 있는 뉴욕시 소호지역 인근의 뉴욕 대학교에서 생물학과 진화 이론을 강의하였다.
굴드의 가장 큰 과학적 업적은 1972년 닐스 엘드레지와 함께 발표한 단속평형설이다. 단속평형설은 생물이 상당 기간 안정적으로 종을 유지하다 특정한 시기에 종분화가 집중된다는 이론이으로 기존에 널리 받아들여지고 있던 계통점진이론에 반하는 이론이다.
굴드는 두 종류의 달팽이, 버뮤다 달팽이(Poecilozonites)와 땅콩 달팽이(Cerion),를 연구한 진화발생생물학 전공서적 《개체발생과 계통발생》(1977년)을 시작으로 많은 서적을 출간하였다. 굴드는 진화 이론에서 자연선택만을 강조하는 것이나, 이를 인간에게 적용하는 사회생물학이나 진화심리학 등에 대해 반대하였다. 또한 굴드는 창조론을 부정했으며 과학과 종교는 서로 중첩될 수 없는 별개의 권위 체계를 이루고 있다고 주장하였다.
굴드는 《네추럴 히스토리》에 300여 편의 칼럼을 기고하였으며 이 중에 많은 글이 책으로 묶여 출판되었다. 《다윈 이후》, 《판다의 엄지》, 《풀하우스》 등이 유명하다.

## 생애

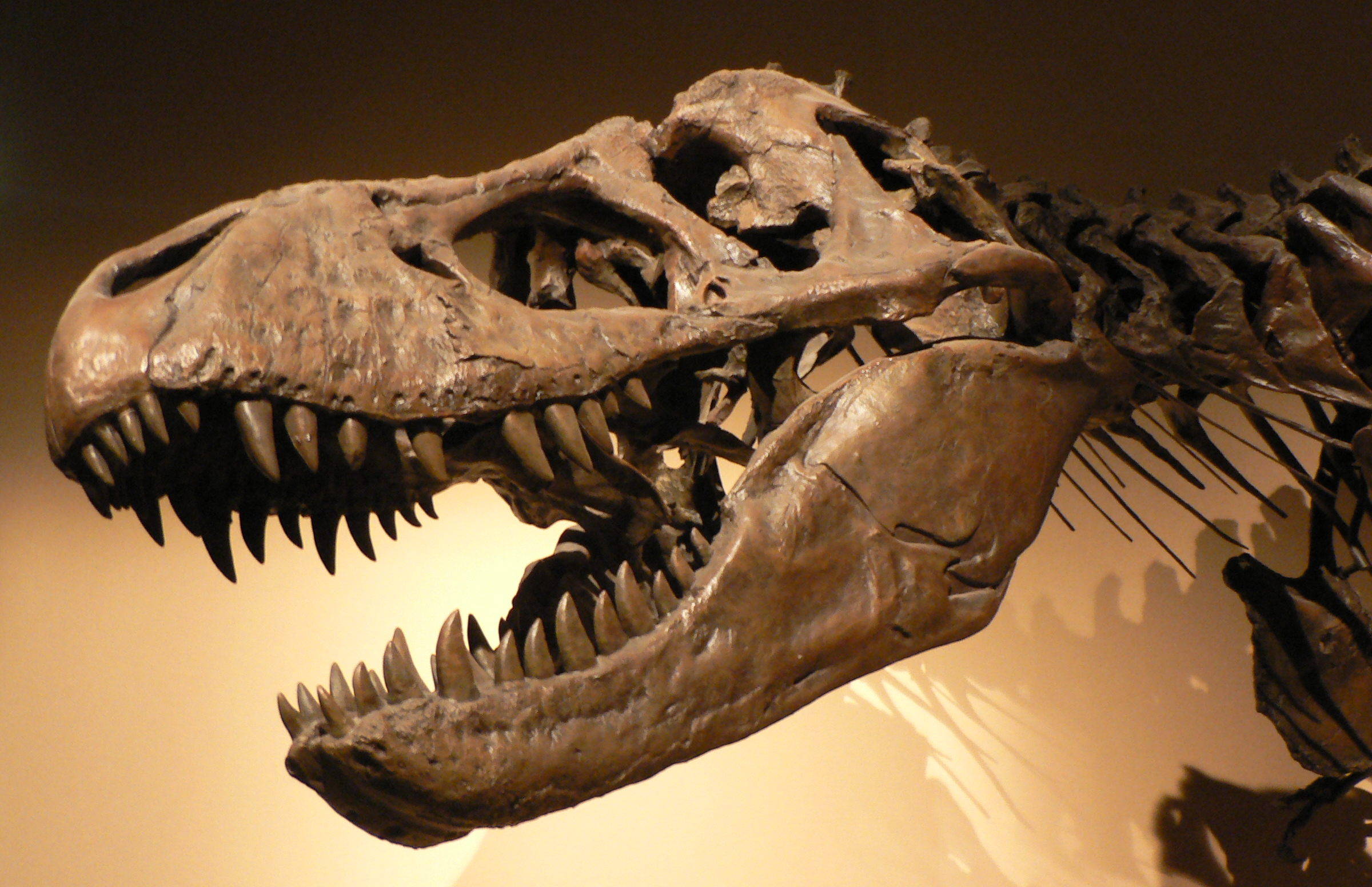
티라노사우루스 렉스의 골격

스티븐 제이 굴드는 뉴욕시의 퀸스 버러에서 태어나고 자랐다. 아버지 레오나드는 법원 서기였으며 어머니 엘러너는 화가였다. 굴드가 다섯살이 되던 해 아버지와 함께 미국 자연사 박물관에 가서 티라노사우루스 렉스의 골격을 보고 크게 감명을 받았다. 굴드는 훗날 "티라노사우루스를 처음 보았을 때 나는 압도되었다."고 회고했다. 이 경험은 결국 굴드가 고생물학자가 되는 계기가 되었다.
굴드의 집안은 세속주의적인 유대교였으나 굴드는 가족의 종교를 따르지 않았으며 어릴 적 자신이 불가지론자였다고 회고했다. 또한, 굴드의 아버지는 마르크스주의적인 사고를 갖고 있었으나 굴드 자신은 아버지의 정치 사상을 따르지 않았다. 굴드는 자신의 정치 성향을 "중도 좌파"라고 밝혔다. 굴드는 자신의 정치적 관점에 영향을 준 책으로 노엄 촘스키의 글들과 찰스 라이트 밀스의 《파워 엘리트》를 꼽았다.
1963년 안티오크 대학교를 졸업한 후 굴드는 한동안 인권 운동에 참여하였다. 영국의 리즈 대학교에 학생을 만나러 갔다가 베드포드의 댄스홀이 흑인의 출입을 금지시키는 것을 보고 그 앞에서 시위를 시작하여 결국 흑인 차별을 철회시킨 일도 있었다. 굴드는 일생에 걸쳐 인종 차별, 성 차별과 같은 차별과 이에 대한 의사 과학에 반대하였다.
1965년 굴드는 안티오크 대학교에 다니며 사귄 데보라 리와 결혼하여 슬하에 두 명의 자녀를 두었다. 1995년 조각가 론다 롤랜드 실러와 재혼하였다.
1967년에 컬럼비아 대학교에서 박사학위를 취득한 다음, 하버드 대학교에서 지질학 교수를 지냈다. 1972년에 닐스 엘드리지(Niles Eldredge)와 함께 단속평형이론(Punctuated equilibrium)을 주장했다. 이것은 긴 기간의 진화적 안정상태와 함께, 비교적 짧은 기간의 환경 압력에 의해 급격하게 진화적 변화가 일어난다는 이론이었다.
굴드는 1982년 복막 중피종에 걸렸고 《디스커버》에 〈중앙값은 메시지가 아니다〉를 기고하였다. 굴드는 이 칼럼에서 여생이 8개월 뿐일지 모른다는 진단을 받은 환자의 심경을 밝히면서 통계적 평균이란 어떤 대상을 추상화하여 파악하는 도구일 뿐 개개의 다양성을 파악하는데에는 효용이 없다는 점을 부각시켰다. 굴드는 중피종에 걸린 환자의 50%가 8개월 이내에 사망하며 그 외의 환자들은 보다 오래 생존할 수 있다는 말을 듣고 이 칼럼을 쓰게 되었다. 굴드는 이때 치료의 목적으로 대마초를 사용하였으며, 그 후 치료용 대마 사용을 옹호하게 되었다.
굴드는 야구를 무척 좋아한 팬이었으며 어릴적부터 야구 카드를 수집해 왔다. 이 때문에 그의 《자연사》 칼럼에도 종종 진화나 고생물학과는 관련이 없는 야구 이야기가 등장하곤 하였다. 굴드는 스스로 뉴욕 양키스의 팬임을 자부하였다.
굴드는 SF 영화도 매우 좋아했으며 자신의 칼럼에서 관련 주제를 다루기도 하였는데 과학적 입장에 의한 분석 보다는 영화의 줄거리가 너무 평범한 것에 대한 아쉬움 등이 주요 내용이었다. 그는 합창과 오페레타도 무척 좋아하였다.
2002년 폐암으로 고생을 하다가 사망했다.
굴드와 오랫동안 동료이자 경쟁자였던 리처드 도킨스는 굴드를 ‘뻔뻔하다’고 평가했다. 그러면서도 도킨스는 굴드가 미친 영향은 나쁜 것보다 좋은 쪽으로 기울어 있으며, 자신은 굴드가 그리울 것이라고 회고했다.

## 업적
굴드는 1963년 지질학과 철학을 복수 전공으로 안티오크 대학교를 졸업하였다. 영국의 리즈 대학교에서 교환 학생으로 수강하기도 하였다. 1967년 콜럼비아 대학교에서 지질학 석사 학위를 받았으며 이후 하버드 대학교에서 박사 학위를 받고 교수로 근무하였다. 하버드 대학교는 굴드를 지질학 교수 겸 비교 동물학 박물관의 무척추 고생물 학예사로 임용하였다. 굴드는 1982년 알렉산더 임매뉴얼 아가시의 업적을 이어 동물학 교수가 되었고, 1983년 "과학 발전과 과학에 대한 대중적 이해의 증진에 이바지"하는 것을 목적으로 하는 미국 과학 진보 협회의 회원이 되었다. 그는 1999년에서 2001년까지 이 협회의 회장을 역임하기도 하였다. 굴드는 이외에도 고생물학회(1985 - 86년)과 진화 연구 학회(1990 - 91년)의 대표를 역임하였고 1989년 미국 국립 과학 아카데미의 회원이 되었다. 굴드는 1996년부터 2002년까지 뉴욕 대학교의 빈센트 에스터의 업적을 이은 교환 연구 교수로 재직하면서 생물학을 강의하였다. 2001년 미국 인문주의 협회는 굴드를 올해의 인문주의자로 선정하였다. 런던 린네 학회는 2008년 그의 생전 업적을 기려 다윈-월러스 메달을 수여하였다.

### 단속평형설
1972년 굴드는 닐스 엘드리지와 함께 발표한 단속평형설을 발표하였다. 굴드는 생물 종들이 상당기간 안정적인 상태를 유지하다 특정한 시기에 급격한 종분화를 이룬다는 이론인 단속평형설이 "진화 이론의 핵심"을 이루는 기둥이라 자평했다. 리처드 도킨스는 굴드의 단속평형설이 "생물학에 지대한 영향을 끼쳤다"고 평했다. 메이너드 스미스는 단속평형설로 인해 현대 진화 이론이 일정 부분 수정될 수밖에 없었다고 평했다.

### 진화발생생물학
굴드의 저서 《개체 발생과 계통발생》은 진화발생생물학에 많은 기여를 하였다. 그는 발생 과정의 이시성에 주목하였다. 굴드는 이러한 이시성이 유형진화의 결과 나타난 적응의 최종단계가 발현하는 것으로 결국 계통 발생의 과정을 축약적으로 보여준다고 보았다. 그는 생물의 최종적 적응에 의한 특징이 발생 단계의 비교적 초기에 발현되는 것은 계통 진화가 특정 시기에 급격히 진행되었음을 시사하는 것이라 주장하였다. 그의 이러한 주장은 이후 진화발생생물학에 많은 영향을 주었다. 특히 깃털의 진화에 대한 연구에서 굴드의 이론이 수용되었다.

### 자연선택과 사회생물학에 대한 입장
굴드는 진화의 결과로서 나타나는 발생 과정과 그에 따르는 자연선택 이외의 진화 요인의 개념을 엄격히 한정지어 사용하는 대표적인 학자였다. 단적인 예로 굴드는 인간의 뇌가 직접적인 적응의 결과물인지, 즉 인간의 뇌 진화가 전적으로 자연선택의 결과인지에 대해 회의적이었으며 보다 다양한 요소가 함께 작용하였을 것이라 추측하였다. 굴드는 엘리자베스 브르바와 함께 이 문제에 대한 견해로서 굴절적응이라는 개념을 제시하였다. 굴드는 이것이 사회생물학이나 진화심리학 등이 내세우는 유전자 결정론에 대한 결정적인 반론이라고 생각하였다.
1975년 에드워드 오스본 윌슨은 인간의 행동이 사회생물학적 플래임워크(영어: framework)에 기반하고 있다는 이론을 제기하였다. 이에 대해 굴드와 리처드 르원틴을 비롯한 보스턴 지역의 사회생물학 연구 그룹의 학자들은 《뉴욕 리뷰 오브 북스》(영어: The New York Review of Books)에 〈사회생물학을 반대한다〉는 제목으로 이를 반박하는 장문의 공개 서한을 개제하였다. 이 서한은 윌슨의 주장이 "인간 사회와 인간 행동을 결정론적으로 파악하고 있다"고 비판하였다.
그러나 굴드가 사회생물학의 모든 성과를 부정한 것은 아니다. 굴드는 자신의 저서 《사회생물학과 자연선택 이론》(1980년)에서 "사회생물학의 적응도와 혈연 선택 개념은 이타행동이라는 진화이론의 성가신 문제점을 훌륭하게 설명하고 있다. 이는 생물의 사회적 행동으로 진화 이론을 확장시킨 훌륭한 성과이다.…… 여기에 더해 사회생물학의 성과가 계속되고 있으며 이로 인해 진화 이론을 기반으로한 이론의 적용 범위가 확장을 거듭하고 있다"고 평가하였다.

### 스팬드럴과 팡그로스 패러다임

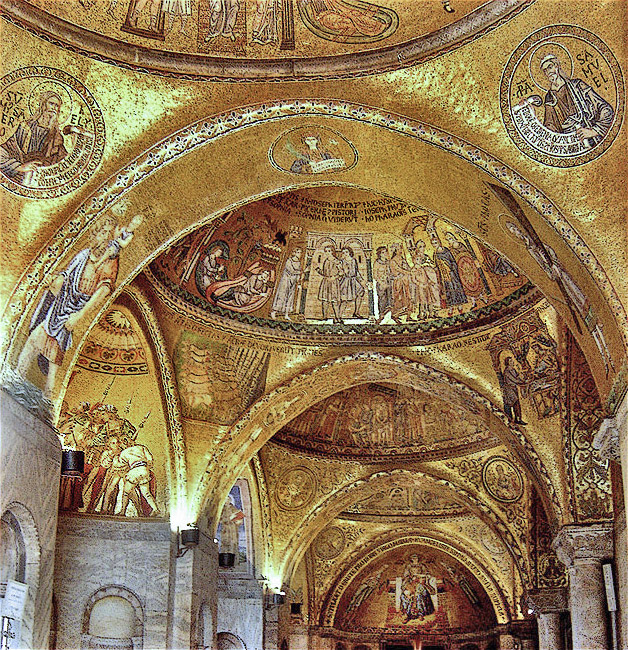
산 마르코 대성당의 내부, 아치 사이로 스팬드럴이 자리잡고 있다.

1979년 굴드는 리처드 르원틴과 함께 《산 마르코 대성당의 스팬드럴과 팡그로스 페러다임》을 발표하였다. 많은 사람들에게 영향을 준 이 글은 건축 용어인 스팬드럴을 진화생물학에 도입하였다. 건축학에서 스팬드럴은 아치 사이의 삼각형 부분을 가리키는 용어이다. 이 글에서는 고딕 건축의 돔을 지탱하는 아치들 사이의 삼각궁륭을 지칭하고 있다.
굴드는 1978년 베네치아를 방문하였다. 그는 산 마르코 대성당의 스팬드럴이 건축가가 의도하지 않았던 뛰어난 아름다움을 보여주고 있다고 기록하면서 "스팬드럴은 돔을 지탱하기 위해 아치를 둥글게 배열하면서 생긴 부수적인 공간을 채우기 위해 만들어진 것"이라 지적하였다. 굴드와 리원틴은 스팬드럴과 같이 생물 진화의 과정에서도 자연선택과는 직접적인 관련없이 부수적으로 발생한 특징들이 생물의 중요한 기능이 되는 경우가 있다고 주장하였다. 이러한 예로서 하이에나 암컷의 웅성화, 혈액 저장기관으로 기능하는 달팽이의 제공(臍空), 큰뿔 사슴 어깨의 육봉, 그리고 인간의 여러 정신적 주요 특징들을 들었다.
팡그로스 패러다임은 볼테르의 소설 《캉디드》에 나오는 대책없는 낙관주의자인 팡그로스 박사에서 이름을 가져온 것이다. 캉디드에 등장하는 팡그로스 박사는 증명도 없이 "이 경우에 최선이라면 모든 가능한 세계의 경우에도 최선"이라 생각하는 무식한 학자이다. 굴드와 르원틴은 모든 진화를 자연선택의 결과로 환원하여 설명하는 진화생물학자는 팡그로스 박사와 같은 자들이라 단언하면서 이들은 계통 발생에 의한 생물학적 제약과 같은 조건들은 고려하지 않고 있다고 비난한다.
자연에서의 적응 특징과 스팬드럴을 비교하는 것이 합당한 것인지에 대해서는 여전히 논란이 있다. 미국의 생물철학자 엘리자베스 로이드는 굴드의 스팬드럴 이론을 적용하여 여성의 오르가슴역시 진화의 부수적 결과라고 주장하였다. 굴드 자신도 엘리자베스 로이드의 초기 저작을 토대로 이에 관한 에세이 《남성의 젖꼭지와 음핵의 주름》을 발표하였다.

### 진화는 진보가 아니다
종종 진화는 장기적 관점에서 생물의 진보, 즉 보다 빠르게 달리고 보다 커지며 보다 지능이 높아지는 방향으로 진보의 행진을 하는 것으로 묘사된다. 굴드는 이와 같은 견해를 반박하면서 진화는 진보가 아니라 분화라는 점을 분명히 했다. 즉, 진화의 결과 종들은 다양한 분화를 거쳐 생물 다양성을 형성하게 된다. 생물은 자연발생을 시작한 이래 무작위 행보에 의한 유전자 변화를 거치며 진화해 왔으며 그 과정에서 복잡한 다세포 생물들이 출현하였다. 그러나 많은 기생 생물에서 볼 수 있듯이 진화의 과정에서 오히려 단순한 형태로 적응한 경우도 존재한다고 굴드는 지적하고 있다.
리처드 도킨스는 《풀하우스》에 대한 서평에서 굴드의 이러한 견해에 일반적으로 동의하면서도 다음과 같이 이견을 표명하였다. "동일 계통에서 발생하는 진화의 경우에서 고착된 적응 형질은 누적되는 경향을 보인다. 누적되는 적응형질의 수가 증가하면 결국 보다 복잡한 적응형질의 결합이 일어나게 되며, …… 이러한 정의에 따른다면 진화에서 진보는 결코 부수적인 것이 아니라 양모에 물을 들이듯 필수적인 것이 된다."

### 분기학에 대한 비판
굴드는 분기학을 진화 계통과 그것의 변천 과정에 대한 조사 방법으로 인정하지 않았다. 그 까닭은 분기학이 생물의 역사를 조사하면서 그 모두가 중요하게 취급되어야 할 세부 사항들을 무시하고 있다고 생각했기 때문이었다. 1990년대 초, 굴드는 이와 관련하여 데릭 브릭스와 논쟁을 벌였다. 당시 브릭스는 버지스 혈암에서 출토된 화석들에 대해 계량적 분기학 기술을 적용한 분석작업을 진행하고 있었다. 분기학은 이 무렵 진화생물학의 특정 분야에 대한 연구 방법으로 급격히 각광받게 되었는데 이는 퍼스널 컴퓨터의 보급과 함께 방대한 양의 데이터를 쉽고 값싸게 처리할 수 있게 되었기 때문이었다. 또한 같은 시기에 개발된 중합 효소 연쇄 반응 역시 생화학적 특징을 분석하는 분기학적 기술로 널리 사용되기 시작하였다.

### 달팽이 연구

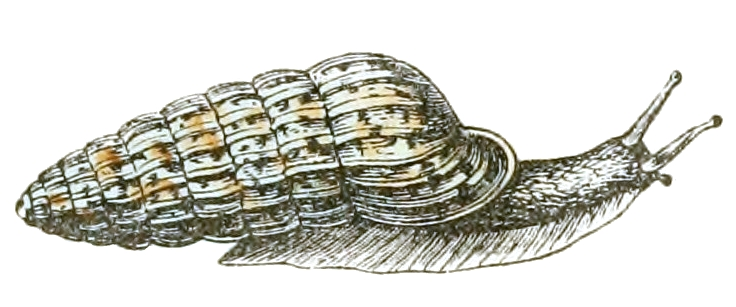
땅콩 달팽이

직접적인 관찰 결과를 바탕으로한 굴드의 연구 성과는 주로 달팽이에 관한 것이다. 그는 초기 저작에서 버뮤다의 버뮤다 달팽이를 관찰하였고, 후일 서인도 제도의 땅콩 달팽이를 연구하였다. 굴드는 "땅콩 달팽이는 가장 다양한 종을 가진 달팽이 종류이다. Cerion 속에는 무려 600여 종의 달팽이가 포함된다. 사실 이들은 모두 이종교배가 가능하기 때문에 진정한 의미에서 종이라 할 수는 없다. 그러나 땅콩 달팽이에서 나타나는 발현 형질의 놀라운 다양성으로 인해 이들은 각기 다른 이름으로 불리기에 손색이 없다. 어떤 것은 골프공과 같은 껍질을 갖고 있으며 다른 것은 연필 모양의 껍질을 갖고 있다. 내 연구의 주된 관심사는 유전자의 미세한 차이로부터 어떻게 이런 극적인 다양성이 나타나게 되었는가 하는 점이다. 우리가 이 질문에 걸맞은 답변을 찾게 된다면 우리는 형태의 진화에 대한 보다 일반적인 법칙을 알게 될 것이다."
땅콩 달팽이는 크리스토퍼 콜럼버스에 의해 유럽에 알려졌는데, 콜럼버스는 이 달팽이 속의 수많은 종 가운데 땅콩과 비슷한 모양을 한 종만을 발견하여 가지고 돌아갔고 이를 본 유럽의 학자들이 땅콩 달팽이라는 이름을 붙였다. 때문에 땅콩 달팽이들은 대부분 땅콩과는 다른 모양이다.

### 영향력
굴드는 가장 영향력있는 진화생물학자 가운데 한 명이다. 그의 "스팬드럴" 논문은 3,000회 이상 인용되었다. 굴드의 전공영역인 《고생물학》에서 인용 횟수가 굴드보다 더 많은 사람은 찰스 다윈과 조지 게일로드 심슨 정도이다. 굴드는 과학사에서도 큰 영향을 미쳤다. 과학사가 로널드 넘버스는 "굴드가 과학사에 미친 영향은 지대하다. 그 보다 더 큰 영향을 미친 사람으로는 토머스 새뮤얼 쿤이 유일할 것이다"라고 평하였다.

### 진화이론의 구조
스티븐 제이 굴드는 2002년 《진화이론의 구조》를 출간하였으며 이는 그의 유작이 되었다.

## 대중성
굴드는 《네추럴 히스토리》에 기고한 과학 칼럼 들과 진화에 관한 베스트셀러의 출간으로 대중적인 인기를 얻었다. 그의 칼럼들은 책으로 묶여 출판되었는데, 《다윈 이후》, 《판다의 엄지》, 《풀하우스》 등이 유명하다.
굴드는 많은 독자들에게 자신의 진화 이론을 알리기 위해 많은 저작을 남긴 열정적인 학자였다. 그의 저작에서 반복되어 설명되는 주제는 진화의 발달사, 진화 이론의 역사 등이었다. 굴드는 야구를 무척이나 좋아한 팬이었고 야구와 관련된 많은 글을 남겼다. 2003년 굴드의 야구와 관련된 글들을 모은 유작 《머드빌의 승리와 비극》이 출간되었다.
진화 생물학자로서 굴드는 현대 진화 이론을 따르는 어떤 학자보다도 점진주의와 환원주의를 경계하였다. 굴드는 사회생물학이나 이에 영향을 받아 생겨난 진화심리학과 같은 학문에 대해 격렬한 반대를 나타내었다. 또한 창조과학이나 지적설계론과 같은 창조론에 대한 반대에도 앞장서 싸웠다. 가장 주목을 받았던 사건 가운데 하나는 1981년 벌어진 법정 공방인 맥린 대 아칸소주 사건에서 증인으로 나선 것이다. 맥린은 아칸소주에서 창조과학이 진화 이론과 동등하게 교육되어야 한다고 제정된 주정부법 590호의 철회를 요청하였으며 굴드는 이를 지지하는 증인으로 채택되었다. 굴드는 이를 계기로 "중첩되지 않는 권위"라는 개념을 수립하였다. 이것은 과학과 종교가 서로 다른 영역을 대상으로 하는 별개의 권위를 기반으로 한다는 개념이다. 굴드는 이후 여러 차례 출간된 그의 저서들에서 이 개념을 발전시켜 나갔다. 중첩되지 않는 권위와 관련한 굴드의 생각은 1999년 《시대의 바위》, 2003년 《고슴도치, 여우, 그리고 마지스터의 두창》등에 소개되어 있다. 1982년 《내츄럴 히스토리》에 기고한 칼럼에서 굴드는 다음과 같이 밝히고 있다.
| “ | 인간이 일반적인 선(善)을 분간하지 못하는 것은 통찰력이 없다거나 능력이 없어서가 아니라 도덕 관념이 인간의 본능이 아니기 때문이다. 도덕성은 철학자, 신학자, 인문주의자 그리고 모든 지각있는 사람들이 다루는 주제이다. 천성이나 과학적 데이터에서는 이에 대한 답변을 구할 수 없다. 우리는 무엇이 선이고 악인지, 지켜야할 지고의 선은 무엇이고 어떤 것은 바꾸어야 하는지 같은 질문의 답변을 실제의 세계에서 얻을 수는 없다. | ” |
|   | — 굴드, 1982년 |   |

굴드는 종종 PBS의 노바와 같은 과학 다큐멘터리, CNN의 크로스파이어, NBC의 투데이 쇼와 같은 텔레비전 프로그램에도 출연하였다.
1997년 굴드는 애니메이션 《심슨 가족》의 에피소드 〈회의론자 리사〉편에서 굴드 자신을 모사한 캐릭터의 목소리를 연기하였다. 리사는 많은 사람들이 계시록에 등장하는 천사의 것이라 믿는 해골을 발견한다. 리사는 해골의 DNA를 검사하기 위해 굴드를 찾는다. 우여곡절 끝에 해골은 새로 개장한 매장의 홍보를 위한 속임수로 밝혀진다. 에피소드에서 굴드의 캐릭터는 "세상에서 가장 뛰어난 고생물학자"로만 소개된다. 2002년 《심슨 가족》은 13번째 시즌 마지막 회 자막에서 에피소드가 방영되기 이틀 전 사망한 굴드를 추도하였다.

## 논쟁
굴드는 학문적 업적과 대중적 강연으로 많은 칭송을 받았다. 그러나 굴드의 이론 가운데 주류 진화 이론과는 거리가 있는 여러 내용들은 생물학자들의 비판 대상이 되기도 하였다. 굴드를 지지하는 학자들과 반대하는 학자들이 연달아 자신들의 의견을 발표하면서 이른바 "다윈 전쟁"이라 불리는 논쟁이 수년 간 계속된 적도 있었다.
사회생물학을 성립시킨 영국의 저명한 진화생물학자 존 메이너드 스미스는 굴드와 강력한 논쟁을 이어갔다. 스미스는 굴드가 적응의 생물학적 역할을 잘못 판단하고 결정적으로 선택 단위 개념을 오해하고 있다고 생각했다. 스미스는 데니얼 데넛의 책 《다윈의 위험한 아이디어》의 서평에서 "굴드는 진화 이론에 생물학적이지 않은 가설을 남발한다"고 비난하였다. 그러나 스미스가 굴드를 비난만 한 것은 아니다. 스미스는 굴드의 《판다의 엄지》에 대한 서평에서 "굴드는 최고의 대중적 과학자다.……굴드가 간혹 나에 대해 격노하기는 하지만 나는 그가 지금과 같은 글을 계속해서 쓸 수 있기를 바란다"고 평가하였다. 스미스는 굴드가 진화 고생물학을 부흥시키는 것에 대해서도 환영의 뜻을 밝혔다.
굴드를 둘러싼 논쟁의 원인 가운데 하나는 진화에서 차지하는 자연선택의 비중에 대한 견해 차이였다. 굴드는 자연 선택 이외의 여러 요인이 진화에서 보다 중요한 역할을 하고있는데도 진화 이론 학자들이 이를 무시하고 있다고 여겼다. 굴드는 진화 이론에 대한 자신의 생각을 혁신적인 방법으로 제시하였다. 창조과학을 주장하는 사람들과 같은 비전문가들은 굴드의 이러한 주장을 비약시켜 진화 이론이 틀렸다는 "증거"로 이용하고는 하였다. 그러나 굴드는 한 번도 이러한 창조론을 암시한 적이 없었다.
한편 굴드는 도킨스와도 진화에서 차지하는 유전자의 역할을 두고 논쟁을 벌였다. 도킨스는 진화의 가장 핵심적 개념으로 유전자와 번식을 제시한 반면, 굴드는 유전자 외에도 세포의 계통, 생물, 군집, 종, 계통 분기 등이 중요한 개념으로 취급되어야 한다고 제시하였다. 도킨스는 굴드의 이러한 이론에 대해 자신의 저서 《눈 먼 시계공》에서 반론하였다.

## 저서
- 홍동선 외 역, 다윈 이후:생물학 사상의 현대적 해석, 사이언스북스, 2009, ISBN 89-8371-230-9
- 김동광 역, 판다의 엄지, 세종서적, 1998, ISBN 89-85509-96-9
- 이명희 역, 풀하우스, 사이언스북스, 2002, ISBN 89-8371-089-6
- 김동광 역, 인간에 대한 오해, 사회평론, 2003, ISBN 89-5602-352-2
- 김명남 역, 여덟 마리 새끼 돼지, 현암사, 2012, ISBN 978-89-323-1614-7
- 김명주 역, 플라밍고의 미소, 현암사, 2013, ISBN 978-89-323-1682-6
- 김동광 역, 힘내라 브로톤사우루스, 현암사, 2014

## 주해
1. ↑  한국어 이름을 확인할 수 없어 영어 이름을 기준으로 번역함
2. ↑  원재 〈The Median isn't the message〉에는 두운을 이용한 유머가 곁들여져 있다. 굴드는 종종 이런 언어 유희를 즐겼는데 그의 저서 《인간에 대한 오해》(영어: The Mismeasure of Man)에도 이러한 언어 유희가 숨어있다. 그는 이 책에서 오해(영어: Mismeasure)라는 단어가 척도(영어: Measurement)와 혼동되기 쉽다는 점에 착안하여 제목을 정했다고 밝히고 있다.
3. ↑  굴드는 자신의 여러 저서에서 수 차례에 걸쳐 이들 학문이 잘못된 가설에 기반하여 인종차별과 같은 정치적 주장을 합리화하려 한다고 비난하였다.
4. ↑  논리학에서는 이를 "성급한 일반화의 오류"라 한다.
5. ↑  아칸소 주정부법 590호는 기독교 근본주의가 주의회를 압박한 결과 만들어진 법이었으며 이 재판 결과 창조과학은 과학이 아닌 종교라는 점과 따라서 주정부법 590호는 무효라는 판결이 나왔다. 자세한 내용은 주석의 판결문을 참조할 것
6. ↑  1995년 굴드는 존 메이널 스미스의 사회생물학을 《뉴욕 서평》에서 비판한 바 있다. 1997년 레다 코스미더스와 존 투비는 같은 잡지에서 굴드에 대해 반론하였고 굴드는 다시 진화론의 기반, Darwinian Fundamentalism 을 기고하여 논쟁이 벌어졌다.